# Israel nos Jogos Olímpicos de Inverno de 2010
Israel participou dos Jogos Olímpicos de Inverno de 2010, realizados na cidade de Vancouver, no Canadá. Foi a quinta aparição do país em Olimpíadas de Inverno.

## Desempenho

### Esqui alpino
Masculino
| Atleta           | Evento         | Corrida 1 | Corrida 2 | Total   | Pos. |
| ---------------- | -------------- | --------- | --------- | ------- | ---- |
| Mykhaylo Renzhyn | Slalom         | 52.84     | 56.07     | 1:48.91 | 35º  |
| Mykhaylo Renzhyn | Slalom gigante | 1:25.77   | 1:28.04   | 2:53.81 | 55º  |

### Patinação artística
| Atleta                            | Evento        | Programa curto | Programa curto | Programa longo | Programa longo | Programa livre | Programa livre | Total  | Total |
| Atleta                            | Evento        | Pontos         | Pos.           | Pontos         | Pos.           | Pontos         | Pos.           | Pontos | Pos.  |
| --------------------------------- | ------------- | -------------- | -------------- | -------------- | -------------- | -------------- | -------------- | ------ | ----- |
| Alexandra Zaretsky Roman Zaretsky | Dança no gelo | 34.38          | 10º            | 55.24          | 10º            | 90.64          | 10º            | 180.26 | 10º   |

Legenda
| Recorde mundial      | Recorde mundial (World record)               |                       | Recorde africano                      | Recorde africano (African) |                                           | Q | Classificado por posição (Qualified) |
| Recorde olímpico     | Recorde olímpico (Olympic record)            | Recorde da América    | Recorde da América (Americas)         | q                          | Classificado por melhor tempo (Qualified) |   |                                      |
| Melhor marca do ano  | Melhor marca do ano (World leading)          | Recorde asiático      | Recorde asiático (Asian)              | DNS                        | Não largou (Did not start)                |   |                                      |
| Recorde nacional     | Recorde nacional (National record)           | Recorde europeu       | Recorde europeu (European)            | DNF                        | Não terminou (Did not finish)             |   |                                      |
| Recorde pessoal      | Recorde pessoal do atleta (Personal best)    | Recorde da Oceania    | Recorde da Oceania (Oceania)          | DSQ / DQ                   | Desclassificado (Disqualified)            |   |                                      |
| Recorde da temporada | Recorde da temporada do atleta (Season best) | Recorde sul-americano | Recorde sul-americano (South America) | NM                         | Sem marca (No mark)                       |   |                                      |